# Janet Skeslien Charles
Janet Skeslien Charles, född 5 augusti 1971 i Conrad i Montana, är en amerikansk författare. Hennes Moonlight in Odessa och The Paris Library har blivit översatta till ett antal språk. 

## Biografi
Skeslien Charles föddes och växte upp i Montana. Hon tog senare universitetsexamen i engelska, franska och ryska. Hennes uppväxtmiljö var en småstad på prärien, en halvtimmes bilfärd från den kanadensiska gränsen. En av hennes grannar hade rötter från franska Rouen, och detta gav Skeslien Charles insikter i den franska och europeiska kulturen.
1999 flyttade hon till Frankrike och Paris, på grund av ett stort intresse för den franska kulturen. Där har hon därefter arbetat som engelskalärare och senare varit del av The American Library in Paris. Hon har även arrangerat skrivarkurser knutna till bokhandeln Shakespeare and Company.
Under två års tid bodde hon i ukrainska hamnstaden Odessa, där hon lärde ut engelska inom ramen för ett utbildningsprogram finansierat av Soros Foundation. Denna erfarenhet inspirerade Skeslien Charles till hennes första roman – Moonlight in Odessa (2009). Boken, som utspelar sig i slutet av 1990-talet, har översatts till ett dussintal språk (på svenska är titeln Annonsflickan från Odessa). Anno 2022 pågick en filminspelning efter boken, producerad av Zak Film.
2020 publicerade Skeslien Charles sin andra roman – The Paris Library. Historien utgår från hennes kunskaper om The American Library in Paris och hämtar inspiration från den sanna historien om Dorothy Reeder och Hilda Frickart, två ur bokhandelspersonalen under andra världskriget. Båda hennes böcker utgår från Skeslien Charles intresse för kvinnor som, i likhet med henne själv, tvingas "återuppfinna" sig själva vid migrationen till ett annat land.

## Privatliv
Skeslien Charles bodde år 2010 i Paris tillsammans med sin man.